# Adolf Hyła
Adolf Hyła (Bielsko-Biała, 2. svibnja 1897. – Krakov, 24. prosinca 1965.) - poljski slikar i učitelj umjetnosti. Poznat je po tome što je 1943. godine naslikao inačicu "Slike Božjeg milosrđa".
Adolf Hyła rođen je u poljskom gradu Bielsko-Biała, kao sin Józefa i Salome. Njegov brat Antoni Hyła (1908. – 1975.) bio je kipar. Pohađao je školu pohađao u Krakovu od 1903. do 1912., a potom je bio učenik u isusovačkoj školi u Chyrówu, gdje je 1917. godine stekao svjedodžbu o maturi. Nastavio je studirati slikarstvo kod Jaceka Malczewskoga. Između 1918. do 1920. njegov je studij prekinut isprekidanom službom u poljskoj vojsci. Otprilike u to vrijeme radio je u uredu. Godine 1922. studirao je povijest umjetnosti i filozofiju na Jagelonskom sveučilištu. Stekao je svoja dva certifikata o poučavanju likovne umjetnosti, prvo u Krakovu 1930., a zatim 1936. na Obrtnom institutu u Varšavi.
Prvo je postao učitelj umjetnosti u srednjoj školi u Będzinu, a zatim je između 1920. i 1948. predavao zanatske predmete u raznim srednjim školama u Krakovu. Hyła je predavao crtanje i zanatstvo u privatnoj školi Nikola Kopernik, oko 1934. godine.
Naslikao je sliku Božjeg milosrđa za Svetište Božjeg milosrđa u Krakovu kao zavjetnu žrtvu za preživjeli Drugi svjetski rat. Sliku je naslikao pet godina nakon smrti svete Faustine Kowalske 1938. godine, pod vodstvom jednog od njezinih ispovjednika Józefa Andrasza. Pomalo je nadahnut ranijim prikazom Božjeg milosrđa Eugeniusza Kazimirowskog iz 1934. godine, slikom koju su nadzirali sama Kowalska i njezin drugi ispovjednik Mihael Sopoćko. Hylina izvorna inačica imala je Krista na pozadini krajolika, ali to se smatralo "ne-liturgijskim" i naknadno je naslikao novu sliku, koja je postala vrlo poznata.
Adolf Hyła također je naslikao nekoliko portreta, uključujući portrete Alberta Chmielowskog, Józefa Piłsudskog, provincijala kapucina Kazimierza Niczyńskog i niz pejzaža.
Kad su po naputku nadbiskupa Karola Wojtyle, kasnije pape Ivana Pavla II. započele pripreme za proglašenje blaženom Faustine Kowalske, Hyła je autorska prava na svoju sliku darovao Faustininu redu časnih sestara, samostanu Gospe od Milosrđa u Krakovu. Želio je da prihod od prodaje njegovih slika podrži Faustinin postupak proglašenja blaženom. Hyła je umro u Krakovu u 68. godini života.